# Dalavaihalli, Pavagada
Dalavaihalli là một làng thuộc tehsil Pavagada, huyện Tumkur, bang Karnataka, Ấn Độ.